# Црква Сабора српских светитеља у Степојевцу
Црква Сабора српских светитеља у Степојевцу, насељеном месту на територији градске општине Лазаревац, подигнута је 1996. године и припада Епархији шумадијској Српске православне цркве.
Дана 21. маја 2006. године епископ шумадијси Јован је осветио новоизграђену палионицу свећа код цркве.